# San José (galeone)

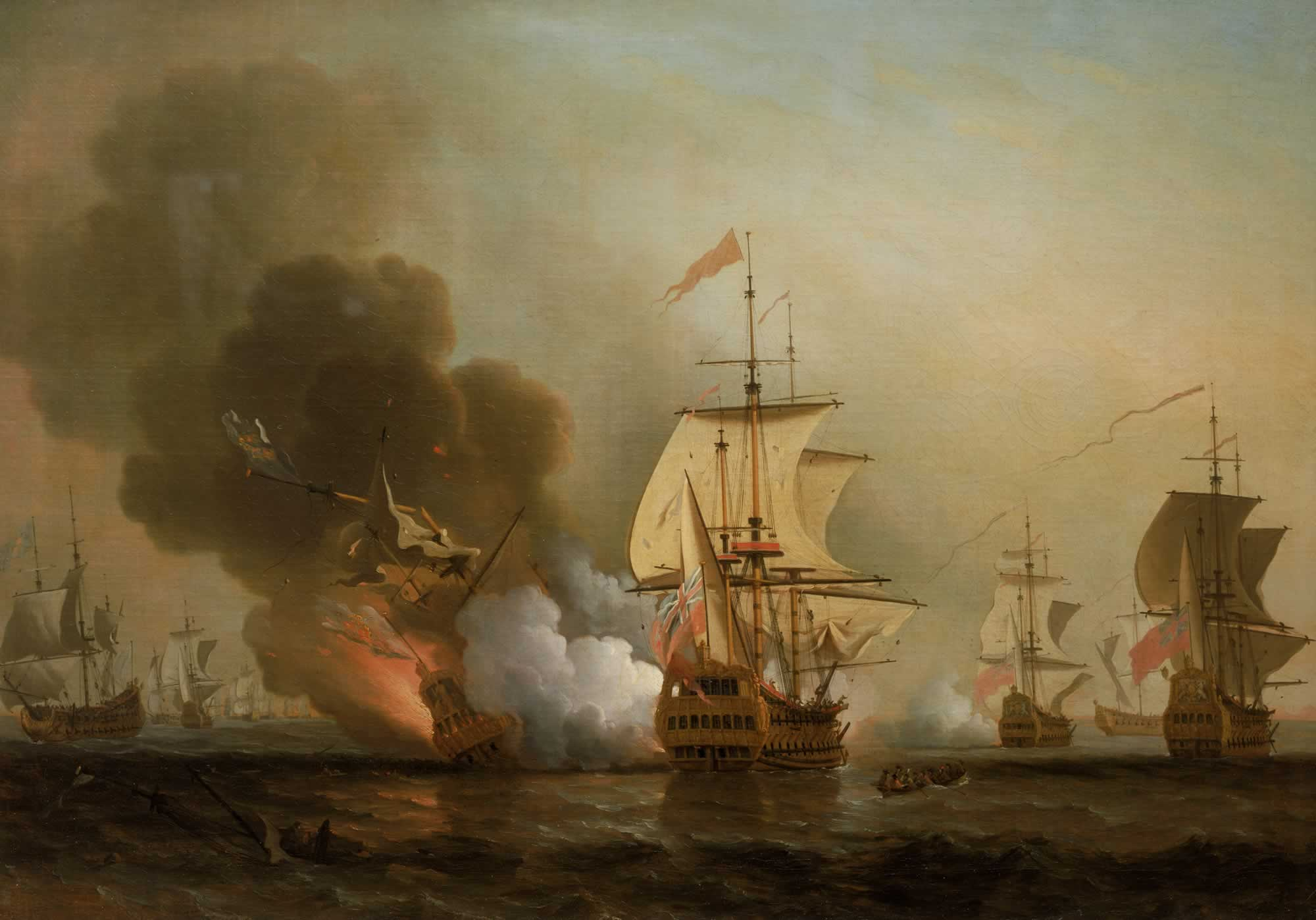
Samuel Scott, olio su tela. Combattimento navale al largo di Cartagena, 1708

Il San José era un galeone spagnolo carico d'oro, d'argento e di smeraldi costruito nel 1696 e appartenente alla flotta di Filippo V di Spagna; venne affondato il 10 giugno 1708 nel Mar dei Caraibi durante i combattimenti, a circa trenta chilometri dalle coste di Cartagena de Indias in Colombia, denominati Azione di Wager e facenti parte della guerra di successione spagnola.

## Storia del galeone
Costruito nel 1696 dal basco Pedro de Arostegui nei cantieri navali di Mapil a Usurbil, il San José era un galeone che pesava 1066 tonnellate e montava inizialmente quarantaquattro cannoni di ferro. Furono diverse le modifiche compiute negli anni: secondo l'ultimo inventario svolto a Cadice, prima di salpare per il continente americano, il San Josè aveva in dotazione: quarantasei cannoni calibro 16, otto cannoni di bronzo calibro 10 e otto "sacres" calibro 7, solo per quel che concerne l'artiglieria pesante.
Il suo equipaggio, tra funzionari, soldati, artiglieri, marinai e mozzi, superava a pieno regime i cinquecento uomini.

## L'azione di Wager
Nella primavera del 1708 il capitano britannico Charles Wager comandava quattro navi nel mar dei Caraibi: l'HMS Expedition (settanta cannoni, al comando del capitano Henry Long); la Kingston (sessanta, cap. Simon (Timothy) Bridges); Portland (cinquanta, cap. Edward Windsor); Vulture (otto, commodoro Caesar Brooks). In aprile la flotta attraccò nella piccola isola di Pequeña Barú (nell'arcipelago delle Isole Rosario), a trenta miglia da Cartagena, per fare rifornimenti.
Il governatore di Cartagena informò gli Spagnoli (ancorati a Portobelo) della presenza della flotta britannica. Nonostante l'avvertimento, il comandante della San José, il capitano José Fernández de Santillán, salpò con la flotta da Portobelo a Cartagena il 28 maggio, sia per timore dell'avvicinarsi della stagione degli uragani, sia perché l'ammiraglio francese Jean-Baptiste du Casse, che li attendeva all'Havana per scortarli, minacciava di andarsene senza di loro.
Il galeone venne affondato durante un attacco durato quasi dieci ore da parte di quattro navi da guerra britanniche capitanate dal corsaro Charles Wager, che colpì non solo il San Josè ma anche le quattordici imbarcazioni mercantili e altri due galeoni (il San Joaquin e il Santa Cruz) che facevano parte della flotta spagnola del tesoro.
Nell'azione perirono cinquecentosettantotto persone, tra marinai, soldati, personale dell'equipaggio e passeggeri e solo undici furono i sopravvissuti. Le identità accertate delle vittime furono solo centocinque, di cui quarantasette soldati, secondo le stime accertate dalla casa reale di Spagna.
Le informazioni riportano un carico affondato pari a trecentoquarantaquattro tonnellate di monete d'oro e argento e centosedici scatole di smeraldi (proveniente dal Perù).

## Il ritrovamento
Il 5 dicembre 2015, il presidente colombiano Juan Manuel Santos ha reso noto di aver recuperato i resti del San José, a circa cento chilometri dalla costa, annunciando anche la nascita di un museo dedicato al galeone.
La ricerca della nave era iniziata nel 1981 da parte di una società di recupero statunitense (Sea Search Armada - SSA) che ha poi iniziato una disputa legale contro il governo della Colombia, terminata nel 2011 quando una corte statunitense ha dichiarato che i resti del galeone sono di proprietà del governo colombiano.
Il tesoro del San Josè, dal valore stimabile in miliardi di dollari, lo ha reso una delle navi leggendarie nel corso dei secoli e il suo ritrovamento risulta essere uno dei più importanti, non solo del patrimonio sommerso, ma probabilmente di tutti i tempi.